# Tonje Larsen
Tonje Larsen (Tønsberg, 26 gennaio 1975) è un'ex pallamanista norvegese.
Con la maglia della nazionale norvegese ha vinto l'oro olimpico ai Giochi di Pechino 2008 e il bronzo olimpico ai Giochi di Sydney 2000.

## Palmarès

### Club
- EHF Champions League: 1

Larvik: 2010-2011
- EHF Cup: 1

Viborg: 1998-1999
- Coppa delle Coppe EHF: 2

Larvik: 2004-2005, 2007-2008
- Campionato norvegese: 16

Larvik: 1994, 1997, 2000, 2001, 2002, 2003, 2005, 2006, 2007, 2008, 2009, 2010, 2011, 2012, 2013, 2015
- Coppa di Norvegia: 13

Larvik: 1996, 1998, 2000, 2003, 2004, 2005, 2006, 2007, 2009, 2010, 2012, 2013, 2015
- Campionato danese: 3

Viborg: 1998-1999

### Nazionale
- Oro olimpico: 1

Pechino 2008
- Bronzo olimpico: 1

Sydney 2000
- Campionato mondiale

 Oro: Danimarca-Norvegia 1999
 Argento: Germania 1997
 Bronzo: Cina 2009
- Campionato europeo

 Oro: Paesi Bassi 1998
 Oro: Macedonia 2008
 Oro: Danimarca-Norvegia 2010
 Argento: Danimarca 1996
 Argento: Danimarca 2002
 Bronzo: Germania 1994

### Individuale
- Migliore terzino sinistro al campionato europeo: 1

Macedonia 2008
- Migliore giocatrice del campionato norvegese: 2

2002, 2003